# Cryptodifflugia angusta
Cryptodifflugia angusta is een Amoebozoasoort uit de familie Cryptodifflugiidae. De wetenschappelijke naam van de soort werd als Difflugia angusta voor het eerst geldig gepubliceerd door Schönborn in 1965. De soort komt voor in zoetwater op lisdodde en is aangetroffen in Duitsland, Polen en Bulgarije.